# 5055 Opekushin
5055 Opekushin este un asteroid din centura principală de asteroizi.

## Descriere
5055 Opekushin este un asteroid din centura principală de asteroizi. A fost descoperit pe 13 august 1986 la Observatorul astrofizic din Crimeea de Liudmila Cernîh. El prezintă o orbită caracterizată de o semiaxă mare de 3,09 ua, o excentricitate de 0,17 și o înclinație de 2,9° în raport cu ecliptica.